# 磁场观察膜

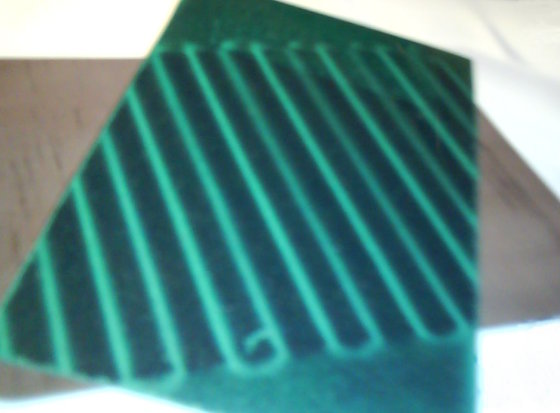
磁场观察薄膜显示的一组磁极磁场分布状况. 磁极处为黑色，磁极边缘为白色

磁场观察膜（Magnetic field viewing film）是一种用于观察静止的或者变化较为缓慢的磁场的薄膜。它能显示磁场（磁力线）的位置和方向。它是具有易变形的半透明性质的薄片结构。当磁力线平行于此薄膜表面时呈现白色，当磁力线垂直于此薄膜表面时呈现黑色。当将此薄膜置于一个磁极上时，因磁力线垂直于薄膜表面，大部分区域呈现黑色。如果两个方形磁体吸附在一起，并排放置，且极性在同侧面相反，此时可观察到磁极的地方呈现黑色，两极中间可观察到一条很细的白线。通常见到的磁场观察薄膜在未置入磁场时呈现绿色，也有其他颜色的磁场观察薄膜。